# Acta Geoscientica Sinica
Acta Geoscientica Sinica est une revue scientifique chinoise sponsorisée par la Chinese Academy of Geological Sciences (en) dans le domaine des sciences de la Terre et de l'Univers et créé en 1979.

## Description
Le prédécesseur d'Acta Geoscientia Sinica était le Bulletin de l'Académie chinoise des sciences géologiques, qui a été publié pour la première fois à l'hiver 1979 par l'Académie chinoise des sciences géologiques à Pékin et publié par la Geological Publishing House. Il s’agit de la première revue universitaire parrainée par l’Académie chinoise des sciences géologiques. Initialement publié de manière irrégulière, il est devenu trimestriel régulier en 1994 et son nom a également été changé en Acta Geoscientia Sinica. En 2001, il est devenu bimestriel. Le site Web a été lancé en décembre 2008, offrant des services gratuits de navigation et de téléchargement de texte intégral pour les articles réguliers.
En 2014, Acta Geoscientia Sinica est devenue l'une des premières revues universitaires reconnues par l'Administration d'État de la presse, de l'édition, de la radio, du cinéma et de la télévision.